# Transposición de Wessely-Moser
La transposición de Wessely-Moser (1930) ha sido una herramienta importante en la elucidación de la estructura de los flavonoides. Se trata de la conversión de la 5,7,8-trimetoxiflavona en 5,6,7-trihidroxiflavona en la hidrólisis de grupos metóxido. También tiene el potencial sintético, por ejemplo,:
Esta reacción de transposición se lleva a cabo en varias etapas: 
- La apertura del anillo para formar una dicetona (A)
- La rotación del enlace con la formación de una fenona que puede tautomerizar  un compuesto similar a la acetilacetona (B)
- La interacción y la hidrólisis de los dos grupos metóxido que provoca un el cierre de un nuevo anillo (C).